# آنتئان
شهر آنتئان (به فرانسوی: Antoing) در شهرستان تورنه  در استان انو  در منطقه فدرال والوون در کشور بلژیک واقع شده‌است.

## نگارخانه

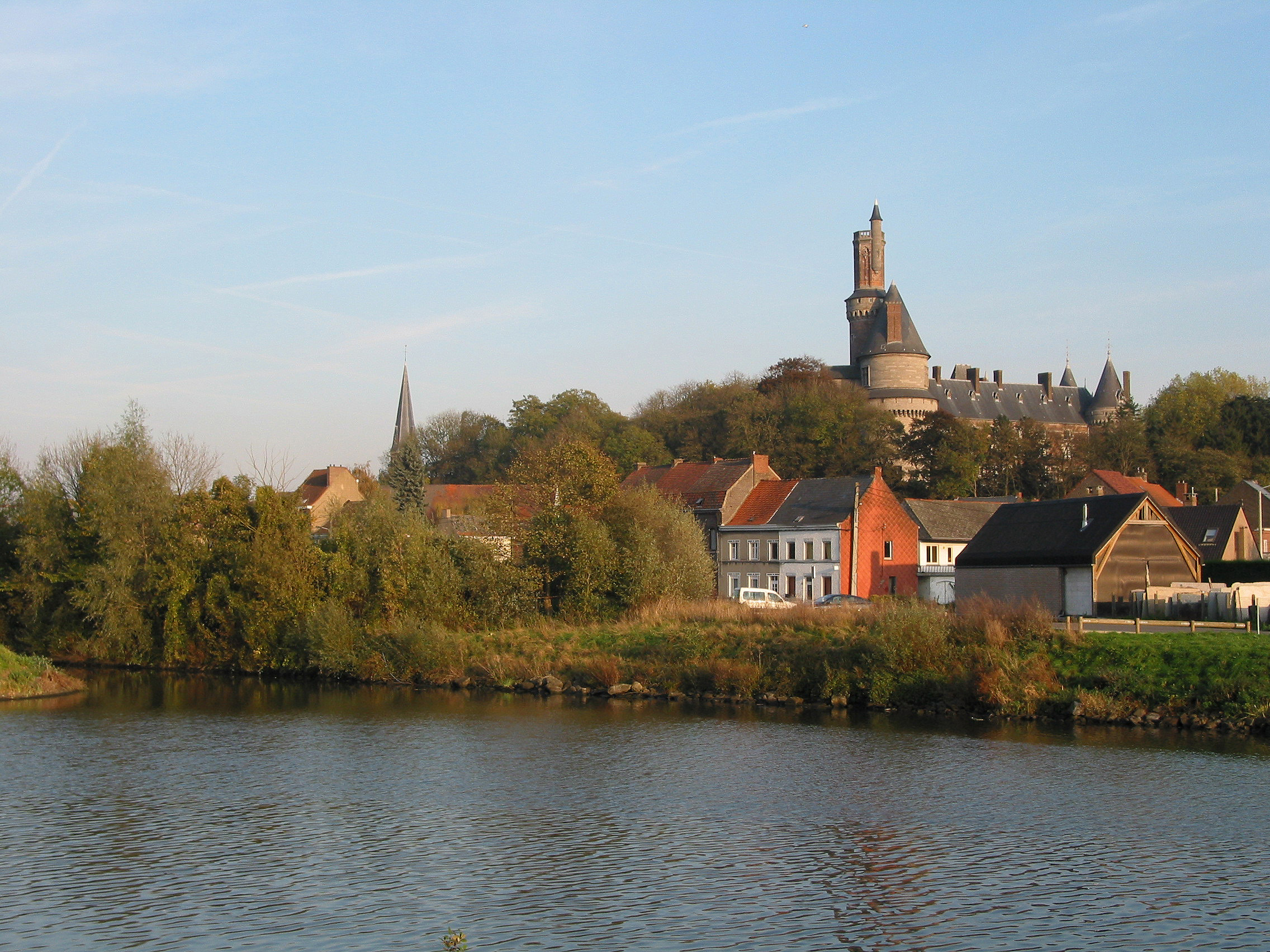
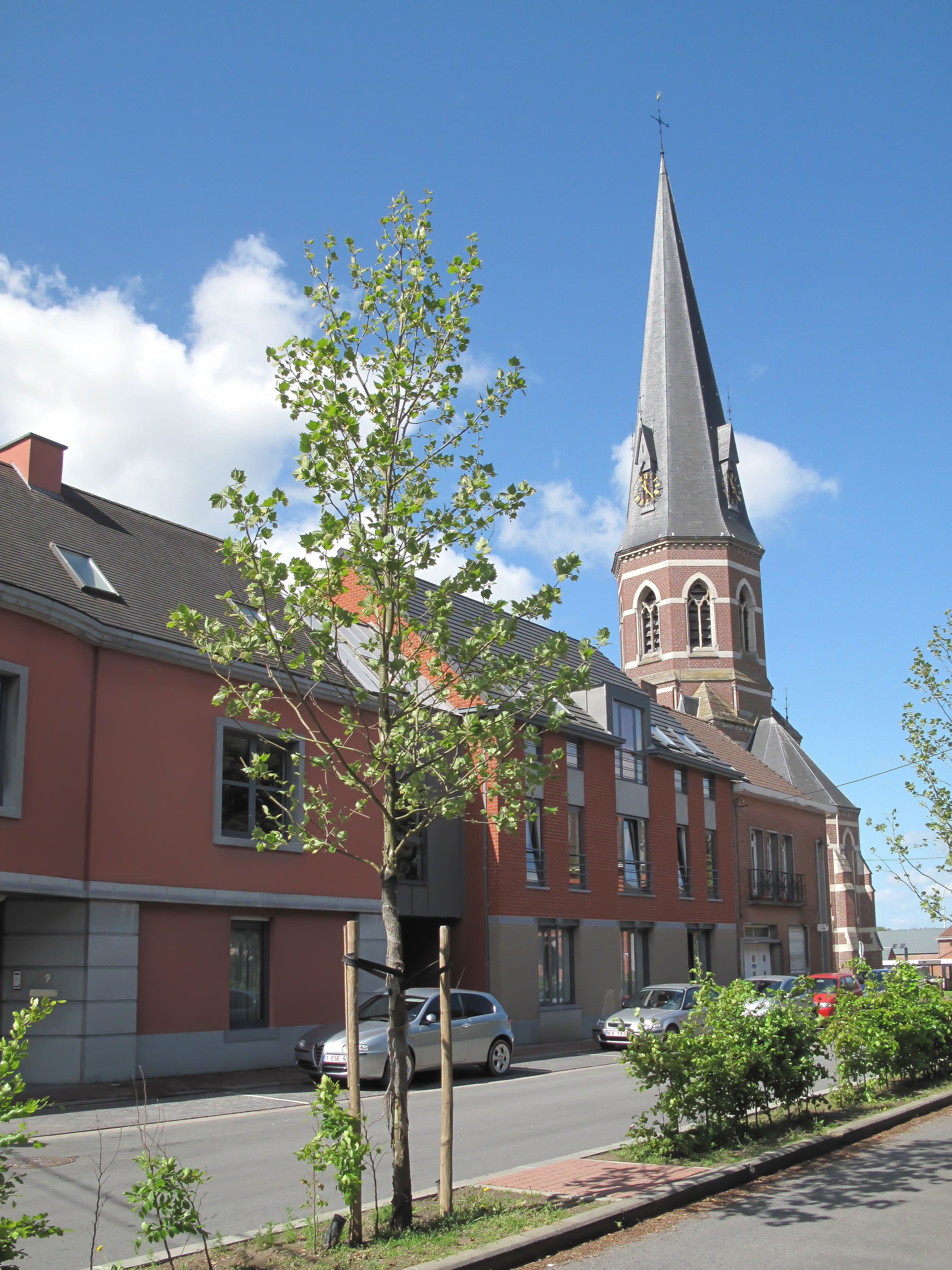